# عواد العتيبي
عواد العتيبي لاعب كرة قدم سعودي من مواليد 1988 م يلعب في مركز الهجوم لصالح نادي هجر أحد اندية دوري المحترفين في المملكة العربية السعودية.

## مسيرة اللاعب
بدأ العتيبي مشواره الكروي في نادي النصر حيث التحق في الفريق الأول في عام 2006-2007، واستمر لاعباً في صفوفه حتى شهر يوليو من عام 2009 والذي تم فيه إعارته من قبل نادي النصر إلى نادي نجران الذي خاض فيه العتيبي موسماً كاملاً، قبل أن يعود ويلتحق من جديد بنادي النصر في موسم 2010 / 2011، والذي فضّل مسيروه آنذاك عمل مخالصه مالية مع اللاعب لينتهي الأمر بانتقاله لنادي الرياض ليمثله رسمياً في موسم 2010 / 2011 حتى نهاية الموسم، وانتقل عواد بعد ذلك إلى نادي هجر الصاعد حديثاً لدوري المحترفين السعودي والذي مثله عواد في موسم 2011 / 2012 بشكل رسمي.

## الحياة الشخصية
عواد هو شقيق اللاعب مصعب العتيبي.

## روابط خارجية
- عواد العتيبي على موقع Soccerway.com (الإنجليزية)
- عواد العتيبي على موقع كووورة